# 北川義行
北川 義行（きたがわ よしゆき、1907年5月11日 - 1971年3月5日）は、昭和時代の労働運動家。日本労働組合総評議会（総評）常任幹事、全国金属労働組合（全金）書記長。

## 経歴
佐賀県杵島郡白石町生まれ。1923年高等小学校卒業。佐世保海軍工廠造兵部仕上見習工となり工廠教習所（2ヶ年）修了。海軍労働連盟佐世保労愛会の青年部に所属。労愛会の右寄り路線から脱線したグループ活動を行ったため、1929年5月工廠を解雇。1931年4月日本労働組合総評議会（総評）の結成に参加、のち関東労働者組合本部書記長に選任。各種争議を指導してたびたび検挙された。
1946年日本労働組合総同盟（総同盟）結成に参加、総同盟東京都連合会書記長、全国金属産業労働組合同盟（全金同盟）書記長。1947年日本社会党に入党。1948年総同盟本部組織部長。1950年日本労働組合総評議会（総評）結成で高野実を補佐。同年10月総評全国金属労働組合（全金）初代書記長。1951年労働者同志会の結成に参加し、同志会が高野派と太田派に分裂すると高野派に属した。1954年総評常任幹事となり、1960年に全金書記長に復帰した1年間を除き、会計・国際・組織・争対・教宣など各部長を歴任した。高野派の三羽烏（柳本美雄、北川義行、佐竹五三九）といわれていたが、「総評常幹の地位に居心地を見出してか、高野色は過去のものとなっていた」。1965年7月の第7回参議院議員通常選挙に全国区から社会党公認で立候補したが落選した。